# Amazonesynode
De Amazonesynode of de Bijzondere Synode over de Amazone was een bijeenkomst van rooms-katholieke bisschoppen en kerkelijke leiders uit het Amazonegebied die plaatsvond tussen 6 en 27 oktober 2019 in Rome.

## Voorbereiding
Paus Franciscus riep deze synode bijeen tijdens zijn bezoek aan Peru op 19 januari 2018. Het bedoelde Amazonegebied ligt in negen landen (Brazilië, Bolivia, Colombia, Ecuador, Peru, Venezuela, Suriname, Guyana en Frans-Guyana) met een bevolking van 34 miljoen. Sociale rechtvaardigheid en de rechten van de inheemse bevolking en de bescherming van hun natuurlijk leefgebied werden vooropgesteld als centrale thema's van de synode. In niet-kerkelijke media werd vooral aandacht besteed aan thema's als de mogelijkheid van priesterwijding van gehuwde mannen of van diaconaat voor vrouwen.

## Synodaal slotdocument
In het slotdocument van de synode wordt er opgeroepen tot een integrale bekering, op sociaal, cultureel, pastoraal en ecologisch vlak, met als doel een grotere verbondenheid van de kerk met de volkeren in het Amazonegebied. Er wordt opgeroepen tot een missionaire kerk, maar met respect voor de plaatselijke cultuur en verzet tegen alle mogelijke schendingen van de rechten van de plaatselijke volkeren. In het slotdocument is er ook aandacht voor het ecologische en het sociale met een oproep voor globale ecologische bekering. Ook het concept van de "ecologische zonde" als zonde tegen de schepping werd gedefinieerd, als "een actie tegen of verzuim jegens God, tegen anderen en het milieu zowel als zonde tegen toekomstige generaties en het verbreken van netwerken van solidariteit tussen schepselen".
In de loop van de synode werden meer dan 800 amendementen op het werkdocument ingediend en het slotdocument werd met twee derde meerderheid goedgekeurd.
Dit slotdocument kreeg meteen kritiek uit meer conservatieve, katholieke hoek.

## Querida Amazonia
Na de synode volgde er begin 2020 de exhortatie Querida Amazonia ('geliefd Amazonië') met de besluiten van de paus. Daar drukt paus Franciscus vier dromen voor het Amazonegebied uit:
- Een sociale droom omtrent de rechten en de waardigheid van de armen en onderdrukten, in het bijzonder de inheemse bevolking;
- Een culturele droom over het bewaren van de inheemse cultuur;
- Een ecologische droom over het behoud van de natuurlijke rijkdommen van het Amazonegebied;
- Een kerkelijke droom over de plaatselijke kerk die zich kan incarneren in de plaatselijke context.

Deze aansporingsbrief kreeg onmiddellijk kritiek, vooral uit progressief katholieke hoek. De vraag om vrouwen toe te laten tot het diaconaat of om beproefde, gehuwde mannen (viri probati) tot priester te wijden, werd niet behandeld. Wel werd de integrale tekst van het slotdocument van de synode, waarin deze kwesties wel besproken werden, opgenomen in de exhortatie.
- Gemeinsame Normdatei: 1186948957
- Virtual International Authority File: 2246155919073939730004